# SBクラウド
- ソフトバンクグループ > ソフトバンク > SBクラウド
- アリババグループ > SBクラウド

SBクラウド株式会社（エスビークラウド、略称：SBクラウド）は、かつて存在したAlibaba Cloud（アリババクラウド）の日本向け販売事業やクラウドインテグレーション・サポート事業、IoT事業を展開していた日本企業。
2016年1月26日にソフトバンクとアリババグループの出資により設立されたソフトバンクの子会社であった。

## 沿革
- 2016年（平成28年）
  - 1月26日 - 汐留事業開発準備2号株式会社として設立。
  - 5月10日 - SBクラウド株式会社に商号変更。Alibabaおよびソフトバンクによる増資完了[3]。
  - 12月15日 - パブリッククラウドサービス「Alibaba Cloud」提供開始[4]。
- 2017年（平成29年）
  - 6月1日 -「Alibaba Cloudパッケージサービス」に三井住友海上火災保険の補償プランを付帯開始[5]。
  - 6月16日 - 代表取締役兼CEOがエリック・ガンから内山敏に変更[6]。
  - 7月18日 - 日本と海外のデーターセンター間において高速で安定したクラウド間通信を実現する「Express Connect」発表[7]。
- 2018年（平成30年）7月12日 - マシンラーニングとディープラーニングを活用したAlibaba CloudのECサイト向け画像検索エンジン「Image Search」を提供開始[8]。
- 2019年（令和元年）7月11日 -「ニトリ公式スマートフォンアプリ」に、Image Searchを日本で初めて導入[9]。
- 2020年（令和2年）
  - 4月17日 - 梓設計が提供する建材・家具検索アプリ「Pic Archi（ピックアーキ）」に、Image Searchを提供[10]。
  - 4月27日 - パクテラ・テクノロジー・ジャパンと中国に拠点を持つ日本企業を対象にしたクラウドERPの構築に関する業務提携を発表[11]。
  - 5月14日 - アリババグループのコミュニケーションサービス「DingTalk Lite」の導入支援サービスを開始[12]。
  - 5月20日 - Alibaba Cloudの「ApsaraDB for POLARDB」を活用したデータベース構築サービスを提供開始[13]。
  - 6月1日 - 本社をWeWork Daiwa 晴海へ移転[14]。
  - 7月8日 - インタセクト・コミュニケーションズと提携し、Image Searchの導入をサポートするEC支援サービス「PicInSite（ピックインサイト）」の提供を開始[15]。
  - 9月16日 - スクウェア・エニックスが提供するスマートフォン向けデジタルカードゲーム「ドラゴンクエスト ライバルズ」にて機械学習を活用した共同研究を実施したことを発表[16]。
  - 9月24日 - Alibaba Cloud日本サイトでのサービス提供を2021年3月31日に終了し、今後はAlibaba Cloud国際サイトでのサービスを提供することを発表[17]。
  - 10月5日 -「Alibaba Cloud MSPサービス（監視・運用代行）」を提供開始[18]。
  - 10月7日 -「Cloudflare CDN」を活用したWebサイト高速化ソリューションの提供を開始[19]。
  - 10月12日 - サイボウズが開催した中国向けオンラインイベント「CYBOZU DAYS CHINA 2020」のライブ配信にAlibaba Cloudのライブ配信プラットフォーム「ApsaraVideo Live」を提供[20]。
- 2021年（令和3年）
  - 7月1日 - 株式譲渡によりソフトバンクの完全子会社となる。
  - 10月1日 - ソフトバンクに吸収合併され解散[21]。